# Двойной язык
«Двойной язык» (англ. The Double Tongue) — последний роман английского писателя Уильяма Голдинга. Вследствие скоропостижной смерти автора в июне 1993 года книга осталась неоконченной; черновая версия романа была издана в 1996 году (изд-во Faber & Faber). Название «Двойной язык» было избрано редактором из нескольких вариантов, появлявшихся в тетрадях и записных книжках писателя.
В предисловии к английскому изданию сообщается:
Судя по рабочим заметкам и записям в дневнике вплоть до дня его [Голдинга] смерти, вариант, который мы публикуем, более или менее соответствует окончательной форме романа, который он намеревался отправить своим издателям осенью того года. Почти наверное он был бы длиннее, как и второй, менее завершенный вариант, но, судя по записям и его заметкам на страницах рукописи, образ самой Пифии был, видимо, практически завершен.
Книга снабжена посвящением: «Семья автора хочет посвятить его последнее произведение всем тем в „Фабере“, кто в течение сорока лет оказывал ему помощь и поддержку и любил его и его творения. Прежде всего эта книга — для Чарлза».
В России «Двойной язык» был издан в 2001 году (изд-во АСТ, пер. И. Гуровой).

## Сюжет
События романа разворачиваются в 1-м столетии до н. э. Ариека — никем не любимая, простая дочь местного вельможи, — становится жрицей Аполлона в Дельфах. Отныне она — Пифия, предсказательница. По прибытии в храм Ариеку поражает тот факт, что её начинают обучать тому, как она должна «сыграть» свою роль, явившись народу: выясняется, что даже Ионид, приведший её в Дельфы, не верит в богов и «сверхъестественное». Однако в первый же день после «восхождения в сан» она испытывает чувство божественного присутствия…
Вдруг все мое тело начало содрогаться — не кожа с её поверхностной дрожью, но глубокая плоть и кости — судорога за судорогой, и они повернули меня вбок, затем кругом. Мои колени ударились о землю, я ощутила, как рвутся ткань и кожа.

— Эвойе!

Это был бог. Он явился.
Её размышления о Боге, вера в Него — и сомнения в Его существовании, поиск себя становятся главной темой произведения.